# پشت‌آتشی گلوخالدار
پشت‌آتشی گلوخالدار (نام علمی: Dinopium everetti) نام یک گونه از سرده پشت‌آتشی‌های خاوری است.